# Džimis Bekakis
Džimis Bekakis (* 30. listopadu 1966 Jablonec nad Nisou) je bývalý český fotbalista. Po skončení aktivní kariéry působí jako trenér.

## Fotbalová kariéra
V československé lize hrál za RH Cheb. Nastoupil v 7 ligových utkáních. V nižších soutěžích hrál za VTJ Tábor a FK Teplice.

## Ligová bilance
| Ročník                                   | Zápasy | Góly | Minuty | Klub      |
| ---------------------------------------- | ------ | ---- | ------ | --------- |
| česká národní fotbalová liga 1986/87     | 24     | 0    | -      | VTJ Tábor |
| česká národní fotbalová liga 1987/88     | 1      | 0    | -      | VTJ Tábor |
| 1. československá fotbalová liga 1988/89 | 7      | 0    | 252    | RH Cheb   |
| CELKEM                                   | 7      | 0    | 252    |           |

### Trenérská kariéra
- 2001 FK Chomutov – trenér
- 2013–2014 FK Baník Most – trenér
- 2014 – FC Slovan Liberec – asistent